# FC 아티라우
FC 아티라우(카자흐어: «Атырау» футбол клубы)는 아티라우를 연고로 하는 카자흐스탄의 축구 클럽이다. 현재는 카자흐스탄 프리미어리그에 참가하고 있다.

## 성적
- 카자흐스탄 컵 1회 우승 (2009) , 3회 준우승 (2017, 2018, 2019)

## 선수 명단

### 현역
참고: FIFA 자격 규정에 따라 소속된 국가대표팀 국기를 표시합니다. 선수는 복수의 FIFA 비회원국 국적을 가지고 있을 수 있습니다.
| 번호 | 포지션 | 국적 | 이름              |
| ---- | ------ | ---- | ----------------- |
| 6    | DF     |      | 마테우스 바르보사 |

| 번호 | 포지션 | 국적 | 이름 |
| ---- | ------ | ---- | ---- |

## 역대 감독
| 감독                             | 임기 |
| -------------------------------- | ---- |
| 세르게이 바실리예비치 안드레예프 | 2008 |

틀:FC 아티라우
틀:FC 아티라우 감독